# Katherine Rawls
Katherine Louise Rawls (* 14. Juni 1917 in Nashville, Tennessee; † 8. April 1982 in White Sulphur Springs, West Virginia) war eine US-amerikanische Schwimmerin und Wasserspringerin.

## Karriere
Rawls wurde in Nashville, Tennessee geboren. Sie wurde früh an den Wassersport herangeführt, lernte mit 2 Jahren Schwimmen und mit 7 Jahren Turmspringen.
Sie und ihre Schwestern Dorothy und Evelyn, die ebenfalls erfolgreiche Sportlerinnen waren, wurden bekannt als das „Rawls’ Diving Trio“.
Auch ihre Schwester Peggy sowie ihr Bruder Sonny konnten sportliche Erfolge erzielen.
Rawl sorgte bei den nationalen Schwimmmeisterschaften 1931 für eine Sensation, als sie mit nur 14 Jahren Eleanor Holm über 300 Meter in neuer Weltrekordzeit besiegen konnte und Gold errang.
Nach ihrem Umzug nach Fort Lauderdale und einem Sponsoring durch die Stadt Miami, mit der sie daher fälschlicherweise oft in Verbindung gebracht wurde, nahm sie an den Qualifikationswettkämpfen für die Olympischen Spiele 1932 in Los Angeles teil. Hier verfehlte sie überraschend die Qualifikation für Olympia, nachdem ihr Trainer sie angewiesen hatte, Kraft zu sparen und so auf dem letzten Qualifikationsrang 3 ins Ziel zu kommen, wobei sie nur als Vierte abschloss.
Direkt nach dieser Niederlage nahm sie an den Sprungwettbewerben teil und konnte sich sensationell vor Georgia Coleman für die Spiele qualifizieren.
Bei den Olympischen Spielen landete sie dann hinter eben jener Coleman auf Rang 2 und holte somit die Silber-Medaille.
Bei den nationalen Meisterschaften im September 1932 konnte Rawls Coleman wieder schlagen. Sie gewann bei diesem Event insgesamt 4 nationale Titel, was zu diesem Zeitpunkt das Maximum bei diesem Event darstellte.
In den folgenden Jahren nahm sie mit großem Erfolg an diversen Wettbewerben teil. Die New York Times erklärte sie 1935 gar zur Favoritin in bis zu sieben der neun Wettbewerbe, je nachdem, an welchen sie teilnehmen würde. Ihre Paradedisziplinen waren das Lagenschwimmen und Distanzwettbewerbe. Beide waren jedoch zu dieser Zeit nicht olympisch.
Sie qualifizierte sich jedoch für die 100 Meter Freistil und wurde bei den Olympischen Spielen 1936 in Berlin siebte im Einzel und holte Bronze mit der Damen-Staffel.
Auch qualifizierte sie sich wieder für die Sprungwettbewerbe vom 3-Meter-Brett, wo sie im letzten Sprung überraschend von der erst 13-Jährigen Marjorie Gestring besiegt wurde. In der Folge konzentrierte sie sich mehr auf das Schwimmen als auf das Springen.
Im Jahr 1937, nur Stunden nachdem sie nach einer Tour aus Japan in San Francisco angekommen war, startete sie bei den nationalen Meisterschaften und konnte in den Folgetagen insgesamt überragende 4 Titel gewinnen. Dafür wurde sie später von der Associated Press zur Sportlerin des Jahres ernannt und wurde Dritte bei der Wahl zum James E. Sullivan Award. Im Jahr 1938 konnte sie ihre vier nationalen Titel alle verteidigen. Zu diesem Zeitpunkt hielt sie 18 nationale Rekorde und war im Lagenschwimmen seit 8 Jahren unbesiegt.
Rawls trat 1939 vom Schwimmsport zurück, nachdem die Spiele in Helsinki wegen des Krieges abgesagt worden waren. Sie nahm aber 1948 noch einmal an den nationalen Qualifikationen teil, konnte sich für die Spiele in London nicht qualifizieren.
Rawls konnte in ihrer Karriere insgesamt 33 nationale Titel im Schwimmen und Wasserspringen erreichen und ist somit eine der erfolgreichsten Athleten bei diesen Wettbewerben.

## Weiteres Leben
Im November 1937 gaben Rawls’ Eltern ihre Verlobung mit William Starr bekannt. Am 18. Mai 1938 heiratete sie jedoch ohne das Wissen ihrer Mutter den Piloten Theodore H. Thompson. Sie begann danach, an der Thompson School of Aviation zu arbeiten. Den Pilotenschein hatte sie noch während ihrer aktiven Zeit als Schwimmerin erlangt.
Rawls gehörte zu den ersten Pilotinnen der Women’s Auxiliary Ferrying Squadron, die im Zweiten Weltkrieg Flugzeuge und Material nach Europa überführten.
Im Jahr 1943 soll ihr Mann die Scheidung eingereicht haben, diesen Antrag aber zurückgezogen haben, da es sich um ein „Missverständnis“ handelte. Rawls arbeitet noch 20 Jahre im Greenbrier Hotel in White Sulphur Springs als Schwimmlehrerin.
Im Jahr 1965 war sie eine der ersten Geehrten, die in die International Swimming Hall of Fame aufgenommen wurden. Rawls starb 1982 nach langen Jahren der Krankheit an Krebs.